# سنیا
سنیا (به لاتین: Senja) یک جزیره در نروژ است که در ترومس واقع شده‌است. سنیا ۱٬۵۸۶٫۳ کیلومتر مربع مساحت و ۷٬۸۰۸ نفر جمعیت دارد و ۱٬۰۱۷ متر بالاتر از سطح دریا واقع شده‌است.

## نگارخانه

Senja
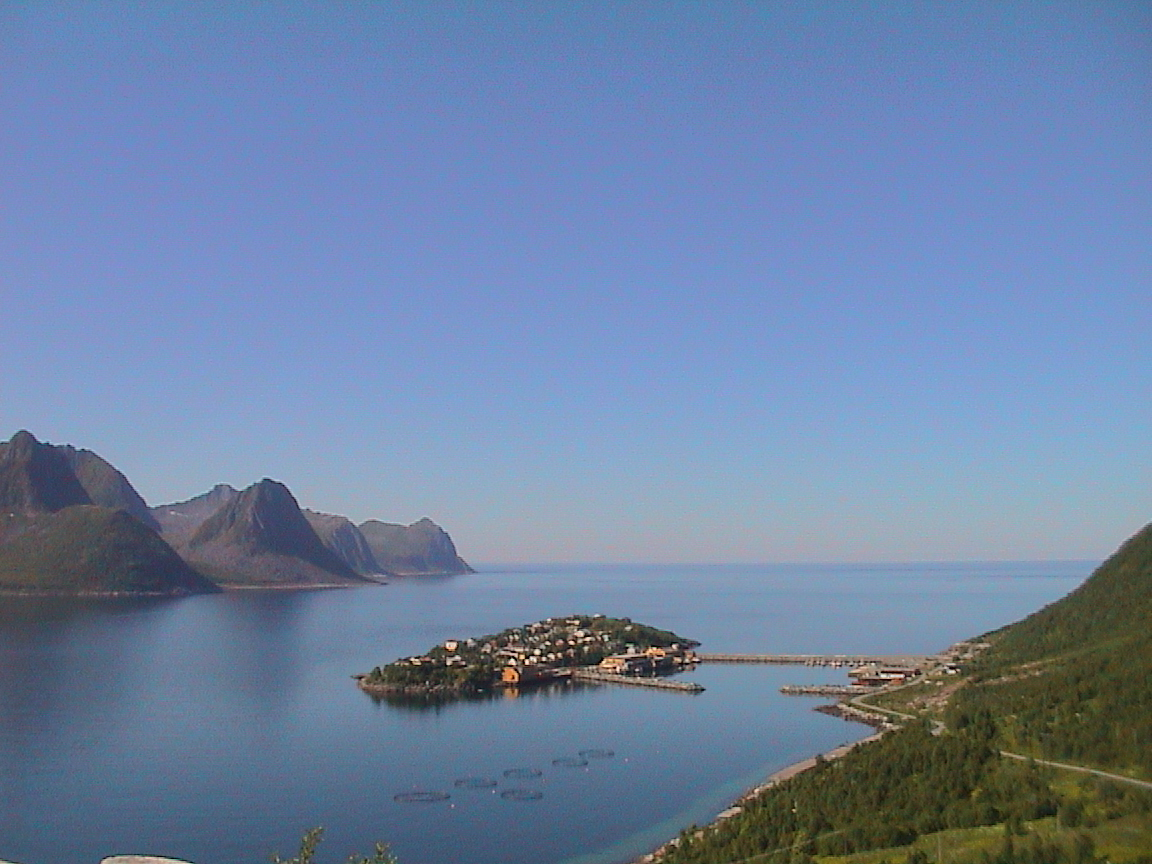
Husøy, Northern Senja
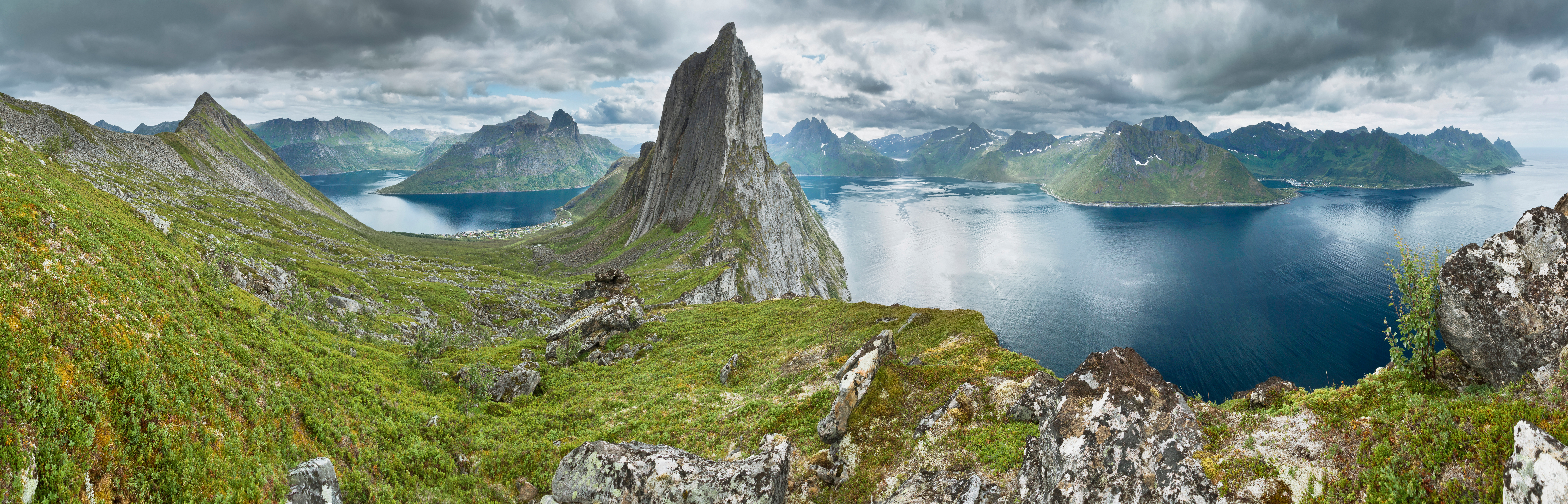
View from a ridge between  Segla  and  Hesten,  Senja, Norway,
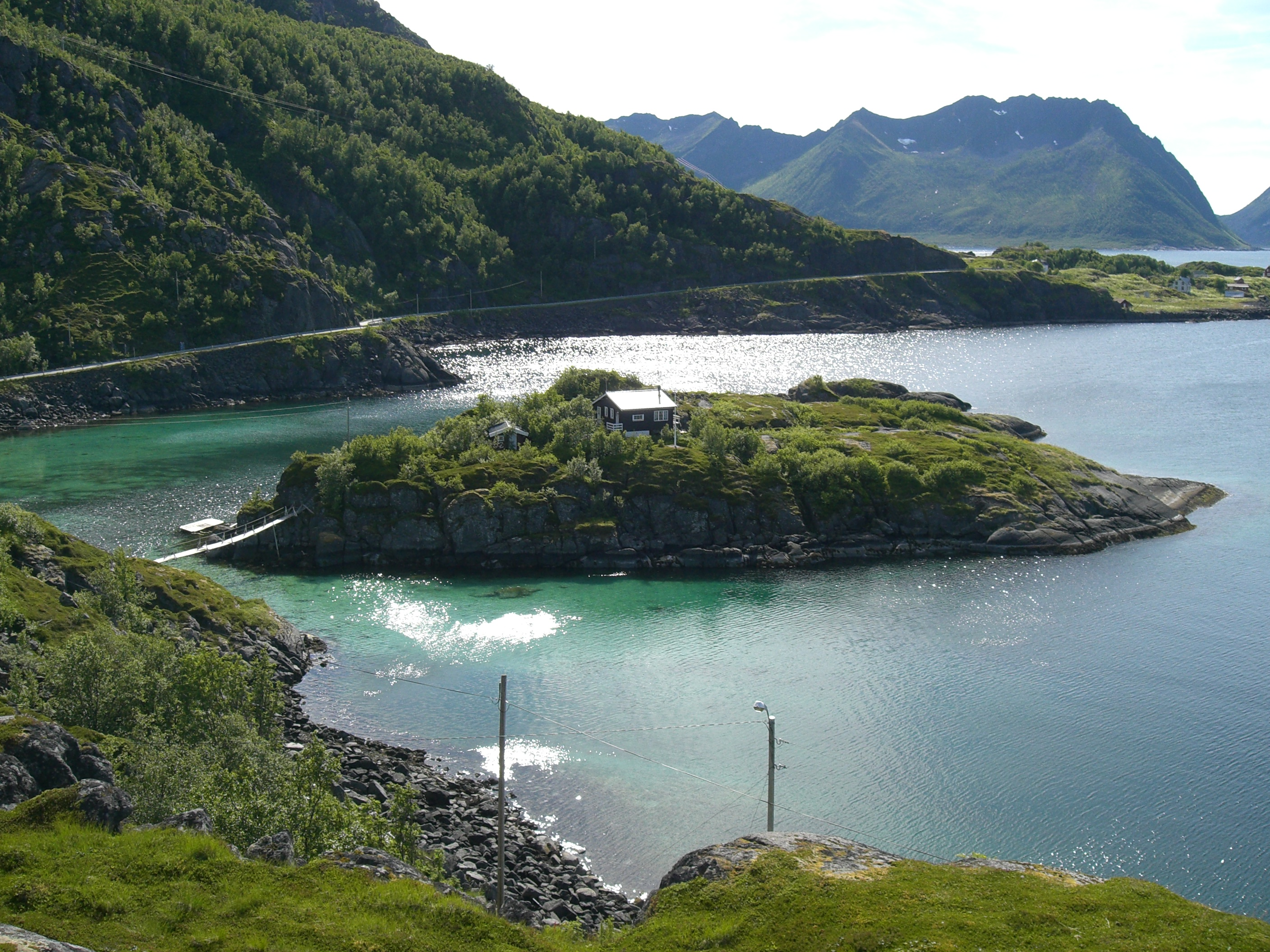
Seashore on the Senja island in Norway
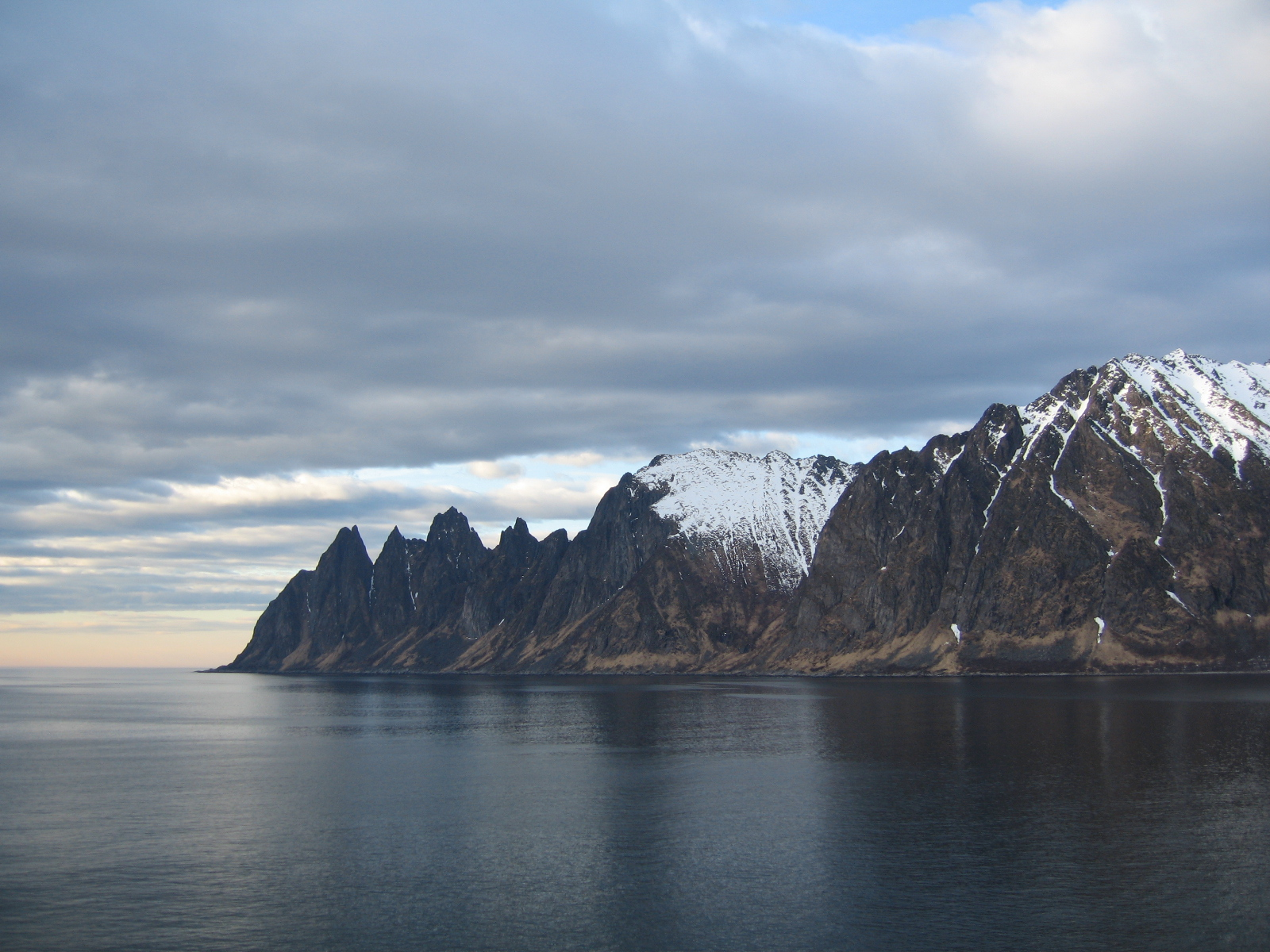
Ersfjorden and near mountains
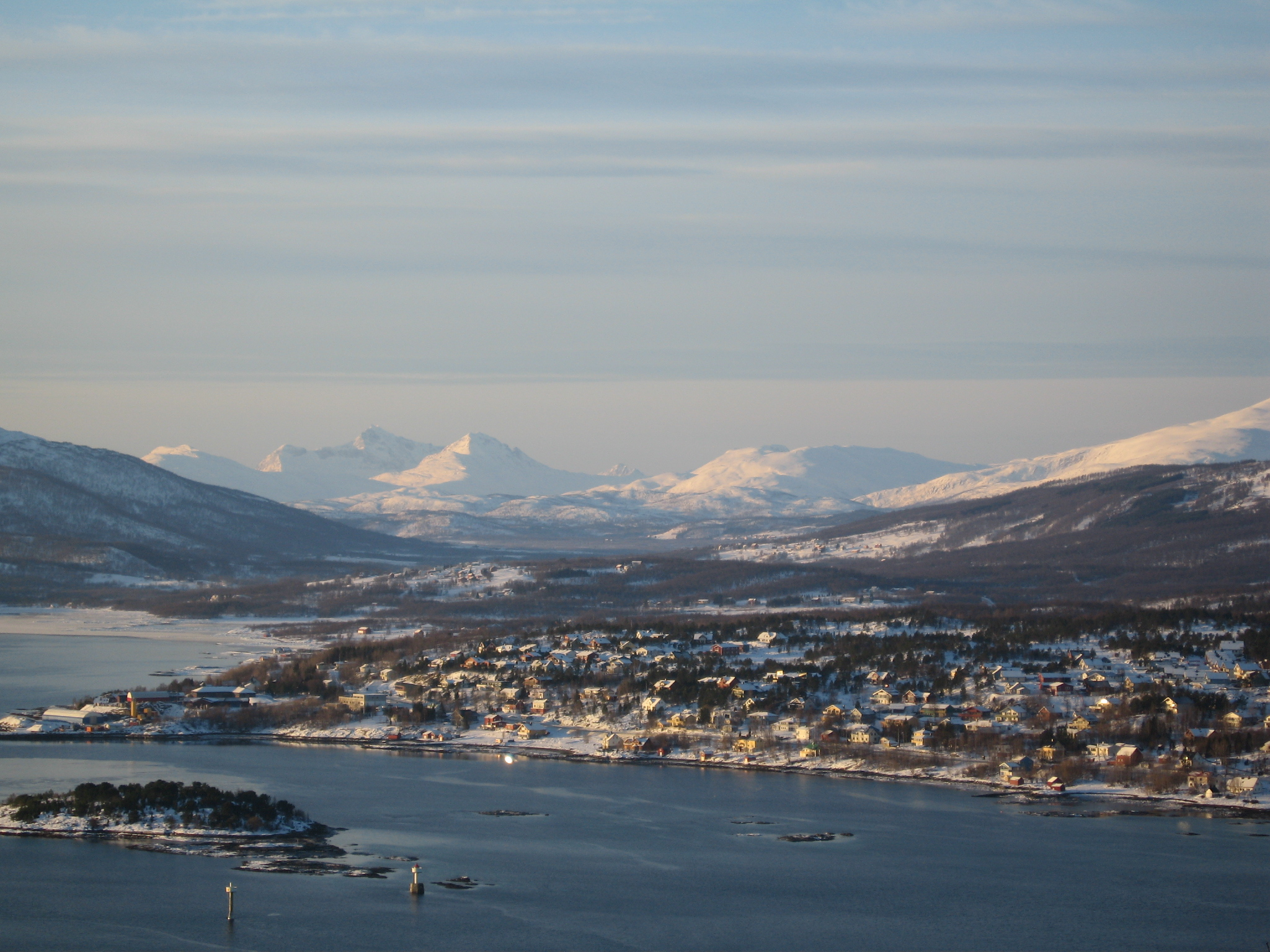
Silsand